# Берхтесгаденские Альпы

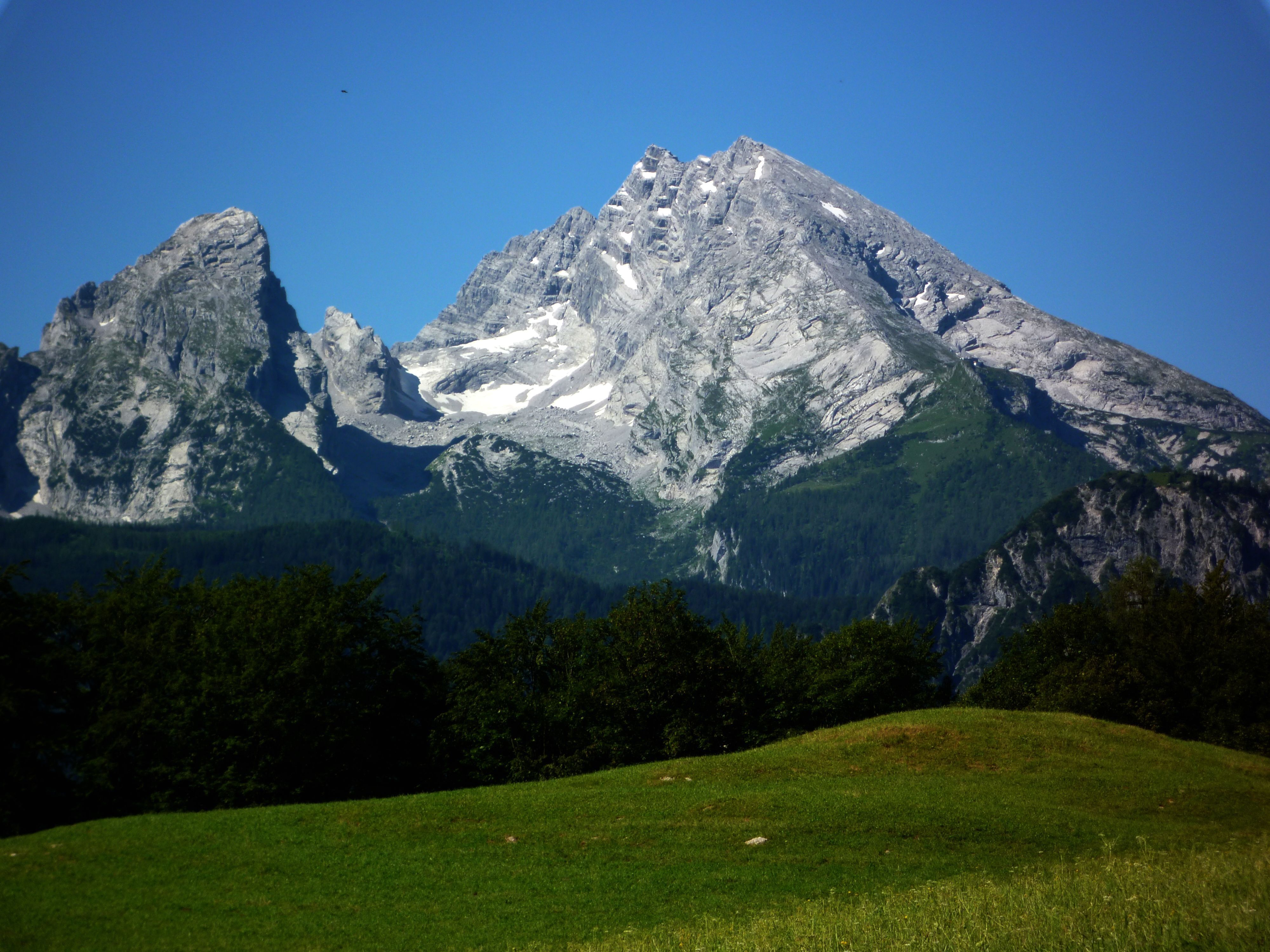

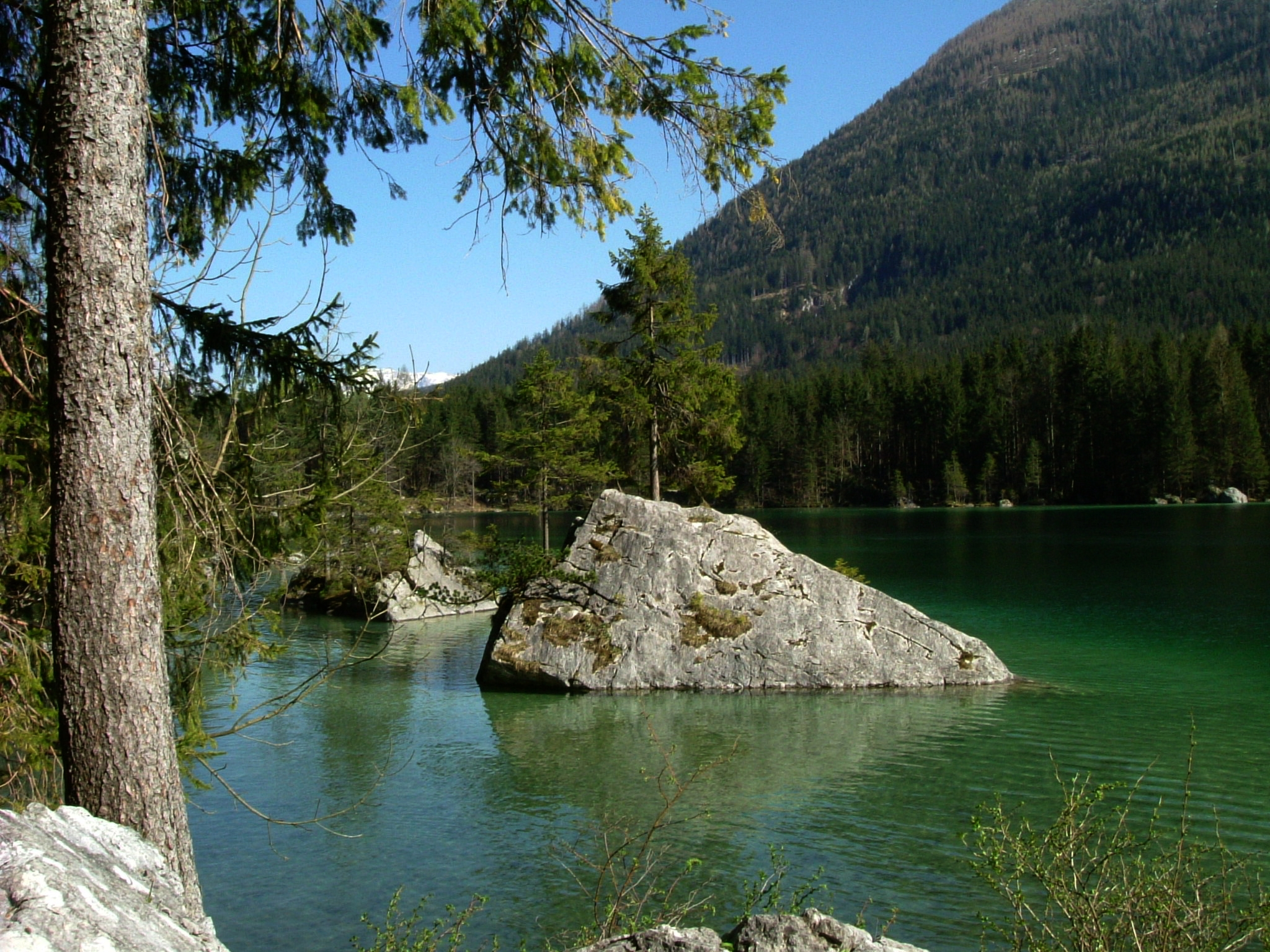

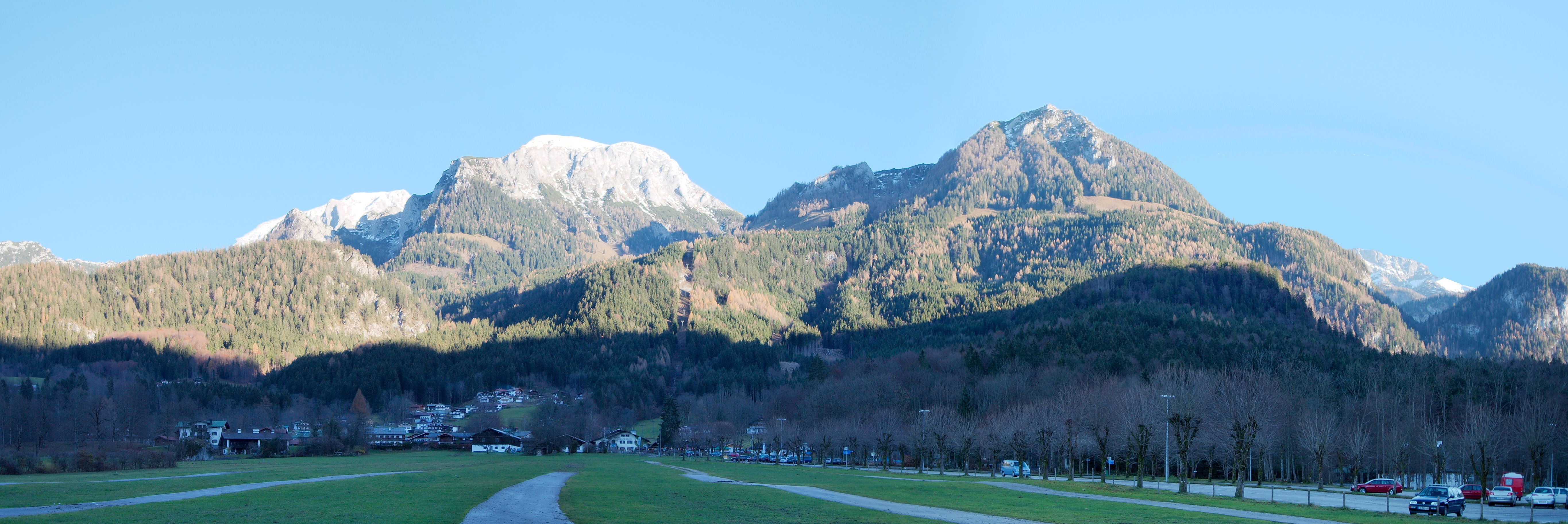

Берхтесгаденские Альпы (нем. Berchtesgadener Alpen) — горный массив в Северных Известняковых Альпах площадью в 35 Х 45 км.

## География
Берхтесгаденские Альпы находятся на территории Германии, в её крайней юго-восточной части, в Баварии, и на территории Австрии, в земле Зальцбург. Горы окружают Берхтесгаден и лежат между Заалахом, Зальцахом и озером Целлер-зее. Наивысшей их точкой является гора Хохкёниг (2941 м). Этот горный массив относится к региону северо-восточных Альп.
На востоке Берхтесгаденские Альпы граничат с горами Зальцкаммергут, на юго-востоке — с горами Теннегебирге, на западе — с Лоферскими горами, на северо-западе от них находятся Альпы Химгау.
Берхтесгаденские Альпы подразделяются на несколько районов: на западе их центральной части это Хохкальтер (Hochkalter), на востоке центральной части — Ватцман (Watzmann). И далее, с запада по часовой стрелке — Рейтерские горы, Латтенские горы, Унтерсберг, Гёлль, Хагенские горы, Хохкёниг, Штейнернес Мер и Рёт.
Наивысшими в этих горах являются:
- Хохкёниг (2941 м)
- Ватцман (2713 м)
- Зельбхорн (2655 м)
- Шёнфельд (2653 м)
- Хохкальтер (2607 м)[1]
- Гросер Хундстод (2594 м)
- Фунтензеетауэрн (2579 м)
- Шарек (2570 м)
- Хоэр Гёлль (2522 м)
- Хохайсшпитце (2521 м)
- Брейтхорн (2504 м)
- Гросес Тойфельсхорн (2363 м)
- Перзайлхорн (2347 м)
- Ватцманфрау (2307 м)
- Штадельхорн (2286 м)
- Гросес Хойзельхорн (2284 м)
- Шнейбштейн (2276 м)
- Вагендришельхорн (2251 м)

## Геология
Нижняя часть Берхтесгаденских Альп сложена из доломитовых пород. Над ними находится плотный известняковый пояс высотой до 1000 метров. Около 15 миллионов лет назад на месте нынешних Альп находилось тропическое море, и известковые отложения обитавших в нём организмов легли в основу образовавшихся впоследствии в результате вулканической деятельности гор. В ледниковый период здесь образовался гигантский глетчер, сползание которого в значительной мере изменило географию отдельных частей Берхтесгаденских Альп.

## Охрана природы
В центральной части Берхтесгаденских Альп расположен немецкий национальный парк Берхтесгаден (Nationalpark Berchtesgaden). В их австрийской части находится Природоохранный район Известняковые Альпы (Naturschutzgebiet Kalkhochalpen).